# Велика Греда
Велика Греда (мађ. Györgyháza) је насеље у општини Пландиште, у Јужнобанатском округу, у Србији. Према попису из 2022. било је 922 становника.

## Географски положај и опис места
Велика Греда се налази у средишњем делу општине Пландиште. Кроз село пролази магистрални пут и железничка пруга Зрењанин – Вршац. Велика Греда се налази у Иланџанској депресији, а изграђена је на вишем и сувљем терену. Простире се на неколико гредица чије је апсолутна висина 77 м а јужно од насеља надморска висина терена је нижа и за 2 м. Правац пружања села је југозапад – североисток. Село је дуго 2800 м а широко око 650 м. Атар је издужен у правцу север-југ а дужина му је 5,5 км а највећа ширина 3,5 км. Подземне воде у атару су релативно високе.
Велика Греда спада у насеље издуженог облика и једино је такво у општини. Спада у панонски тип и има правоугаони облик. Постоје три дужне улице и осам попречних. Највећа концентрација кућа налази се у „главној“ улици куда пролази магистрални пут Зрењанин – Вршац. По археолошкој карти Војводине код Велике Греде нађено је благо и оружје као појединачни налаз из бронзаног доба које траје од 1800-1000. године пре нове ере. Велика Греда нема споменика културе ни природних реткости. По архитектонским решењима поменућемо две виле из периода између два светска рата. Први власници били су Бирг Конрад и Фаул Адам. Постоји и непроверена прича да је у једној од вила пронађено благо велике вредности. Подаци о Великој Греди узети су из Летописа општина подунавских области Феликса Милекера.
Све су куће приземне, банатског типа са готово истоветним распоредом и бројем просторија. Углавном имају по једну већу собу са два прозора и једну мању, са једним прозором до улице, кухињу у средини и још једну собу до дворишта. Куће су имале и ходник који је понегде био и застакљен. У дворишту су се налазиле економске зграде за стоку и за складиштење хране.

## Историја
На подручју данашње катастарске општине Велике Греде налазиле су се две пустаре: Велика Греда и Зелдеш. Обе пустаре су крајем 18. века уступљене загребачком Каптолу у замену за одузета добра око реке Купе приликом арондације Карловачке и Банијске војне границе. Каптол је ту населио своје кметове из Хрватске, а земљу им је доделио између Неузине, данашње Велике Греде и Банлока у Румунији. Цар Фрања I је 29. јуна 1800. ово пољско добро уступио загребачком надбискупу за загребачке феудалце. Такозваним „Чанатским поглављем“ извршено је увођење у посед. На том пољском добру насељена је Мађарима колонија Зелдеш. На тој колонији било је 1837- 35 становника, 1838 — 123, 1841 — 319, од којих је већина била католичке вере. Припадали су мариоланској парохији. Ова колоније је 1848. разрушена од стране Срба из алибунарског табора па је 1850. године, пошто је само 43 становника остало, расељена. Велепоседник Ђурђе Пачетић, један од досељеника из Хрватске, населио је 1850. године на подручју пустаре Велика Греда, Немце из Бачке као радну снагу за свој посед и тако основао ново насеље које је по њему названо Ђерђхаза. Насеље је име променило 1919. године у Ђурђево Село, затим у Ђурђевац, а од 1924. постаје Велика Греда. Ови први становници, Немци из Бачке, од спахије су добили по 800 квадратних хвати кућишта, 400 квадратних хвати баште и по 2 ланца излаза – пашњака. Развој новог села текао је врло споро.
Становници су били претежно сиромашни радници. За првих педесет година подигнуте су 122 куће, док је за других педесет година изграђено 308, а осетније повећање броја кућа у селу запажено је 1935. године када је општинска управа доделила 78 плацева за градњу кућа. Још од првих дана Велика Греда је административно припадала Хајдучици, а црквено мариоланској парохији.
Крајем 1920. године на поседе Ј. Чавоши и Торонталске банке у Велику Греду дошли су први насељеници, а изградња новог насеља 1 км од старог, почело је 1923. Ново насеље је названо Колонија Велика Греда. Тада је досељено 143 породице: из Лике 10, Кордуна 113 и Босне и Херцеговине 19 и из Црне Горе 1, као добровољци, колонисти и аутоколонисти. Први се доселио Мане Милошевић 12. октобра 1920. године, а остали су долазили у мањим или већим групама. Прва група стигла је 8. априла 1921. а њу су чиниле породице Михајла и Грујице Вујовића и Марка Новчића. Након 6 дана приспела је група од 8 породица са Кордуна и то: Милован Дражић, Никола Дошен, Милан и Душан Кресојевић, Милован Опачић, Миладин Лапов, Петар Познан и Мане Седлар.
Групна досељавања вршена су све до краја 1926. године. Свако досељено домаћинство добило је кућиште од 800 квадратних хвати за подизање куће. Прва кућа на колонији подигнута је 1923. године, до 1929. изграђено је 58 кућа а до 1939. још 64 куће. Прву кућу је подигао Митар Иветић а начинио је од набоја и покрио црепом. Неколико кућа направљено је од дрвета које су нови досељеници донели из
старог краја.
Школа се први пут помиње 1852. када је ово насеље бројало 322 становника. Железничка станица је отворена 1. јула 1896. године. Богомоља је подигнута двадесетих година овог века. Нешто касније изграђена је и католичка црква која се налазила на месту данашње амбуланте. Срушена је после Другог светског рата. Католичко гробље налазило се на месту данашњег школског дворишта које је после Другог светског рата измештено. Српска војска је ушла у Велику Греду 1918. године, 1919. припојена је зичидорфском срезу, а 1924. вршачком. Године 1921. пописано је 905 становника, највише Немаца 624, затим Мађара 234, Румуна 33, Словена 12, Срба 1 и других 1. Земља велепоседника одузета је 1919. г. и подељена народу у закуп.
Прво општинско председништво у Великој Греди изабрано је 16. новембра 1927. године. Ово Представништво сачињавали су Срби и Немци и то тако што је Немац био председник а Србин бележник. Овакав састав био је све до 1941. године. На добровољачкој колонији православна црква је подигнута 1933. године добровољним радом Гређана, а освећена је на Малу Госпојину од стране др Георгија епископа банатског. Подизање ове цркве помогао је и град Вршац стоји у Летопису СПЦ маргитске парохије. Православно гробље је на данашњем месту, североисточно од села. Ово насеље има школу од настанка. Настава је организована на немачком језику. Године 1934. подигнута је на добровољачкој колонији нова школа где је настава ишла на српском језику. У Великој Греди настава је била на немачком, у Колонији на српском, а на мађарском и словеначком језику у одељењима до 4 разреда све до 1953. године. Од тада је настава само на српском.
Током Другог светског рата 87 становника овог села отерано је у немачко ратно заробљеништво. Априла 1941. године Велика Греда је запоседнута од СС трупа и тада добија нов назив Георгсхаузен. Тај назив остаје све до 1. октобра 1944. године када је ово место ослобођено и од тада је поново Велика Греда.
После Другог светског рата од напуштене немачке имовине и земље добијене аграрном реформом створен је земљишни фонд за нове досељенике и месне аграрне интересенте. Године 1948. из Словеније је досељено 63 породице из општина Трбовље, Цеље, Ново Место, Ракек, Кршко, Литија и Љубљана. Већина се вратила. Из Македоније из општине Крива Паланка 1947. насељено је 18 породица а из Босне из околине Јајца 8 породица 1946. године. У Велику Греду је након Другог светског рата дошло укупно 156 породица и то: из Баната 6, Босне 13, Лике 1, Кордуна 4, Словеније 105 и Македоније 27 породица. Од овог броја 134 су досељени са правима спољних колониста, а 22 породице су аутоколонистичке. Прва група досељених дошла је из Словеније с јесени 1945. године. По Милошеву исељено је 80 словеначких породица које су се вратиле у стари крај и 2 македонске породице. Досељени становници бавили су се углавном земљорадњом али било је и рудара, кројача, месара, ковача, столара, трговаца, највише међу Словенцима.
Што се тиче броја становника Велика Греда је по првом званичном попису 1869. године имала 528 становника, 1880 — 519 а 1890. чак 1069 становника. Почетком овог века 1910. године имала је 1133, 1921. године нешто мање — 906 а 1931. г. — 1422 становника. После Другог светског рата године 1948. ово насеље је бројало 1808 становника а 1953. г. — 1946 душа и то је највећи број. Године 1961. Велика Греда је имала 1942 становника, 1971 — 1775, 1981 — 1585 и по последњем попису 1991. године — 1508. По етничкој структури данас има највише Срба — 69,86%, Македонаца — 12,29%, Мађара 12,29%, Југословена — 5,6%, Румуна 0,80%, Немаца 0,24%.

## Демографија
У насељу Велика Греда живи 1099 пунолетних становника, а просечна старост становништва износи 41,1 година (39,2 код мушкараца и 43,0 код жена). У насељу има 479 домаћинстава, а просечан број чланова по домаћинству је 2,87.
Ово насеље је углавном насељено Србима (према попису из 2002. године), а у последња три пописа, примећен је пад у броју становника.
|  |

| Демографија | Демографија | Демографија |
| Година      | Становника  | Становника  |
| ----------- | ----------- | ----------- |
| 1948.       | 1.808       |             |
| 1953.       | 1.946       |             |
| 1961.       | 1.942       |             |
| 1971.       | 1.775       |             |
| 1981.       | 1.585       |             |
| 1991.       | 1.508       | 1.443       |
| 2002.       | 1.374       | 1.475       |
| 2011.       | 1.161       |             |

| Етнички састав према попису из 2002.‍ | Етнички састав према попису из 2002.‍ | Етнички састав према попису из 2002.‍ | Етнички састав према попису из 2002.‍ | Етнички састав према попису из 2002.‍ |
| ------------------------------------ | ------------------------------------ | ------------------------------------ | ------------------------------------ | ------------------------------------ |
|                                      |                                      |                                      |                                      |                                      |
| Срби                                 | Срби                                 |                                      | 960                                  | 69,86%                               |
| Мађари                               | Мађари                               |                                      | 169                                  | 12,29%                               |
| Македонци                            | Македонци                            |                                      | 136                                  | 9,89%                                |
| Словенци                             | Словенци                             |                                      | 20                                   | 1,45%                                |
| Словаци                              | Словаци                              |                                      | 15                                   | 1,09%                                |
| Југословени                          | Југословени                          |                                      | 14                                   | 1,01%                                |
| Румуни                               | Румуни                               |                                      | 11                                   | 0,80%                                |
| Хрвати                               | Хрвати                               |                                      | 7                                    | 0,50%                                |
| Буњевци                              | Буњевци                              |                                      | 7                                    | 0,50%                                |
| Немци                                | Немци                                |                                      | 4                                    | 0,29%                                |
| Муслимани                            | Муслимани                            |                                      | 4                                    | 0,29%                                |
| непознато                            | непознато                            |                                      | 1                                    | 0,07%                                |

| \| \| м \| \| \| ж \| \| ? \| 2 \| \| \| 2 \| \| 80+ \| 6 \| \| \| 20 \| \| 75—79 \| 23 \| \| \| 39 \| \| 70—74 \| 26 \| \| \| 55 \| \| 65—69 \| 50 \| \| \| 52 \| \| 60—64 \| 32 \| \| \| 39 \| \| 55—59 \| 26 \| \| \| 31 \| \| 50—54 \| 53 \| \| \| 61 \| \| 45—49 \| 71 \| \| \| 51 \| \| 40—44 \| 42 \| \| \| 41 \| \| 35—39 \| 45 \| \| \| 44 \| \| 30—34 \| 34 \| \| \| 38 \| \| 25—29 \| 42 \| \| \| 45 \| \| 20—24 \| 57 \| \| \| 39 \| \| 15—19 \| 42 \| \| \| 48 \| \| 10—14 \| 45 \| \| \| 38 \| \| 5—9 \| 39 \| \| \| 40 \| \| 0—4 \| 28 \| \| \| 28 \| \| Просек : \| 39,2 \| \| \| 43,0 \| |      |  |  |      |
| |      |  |  |      |
| | м    |  |  | ж    |
| ? | 2    |  |  | 2    |
| 80+ | 6    |  |  | 20   |
| 75—79 | 23   |  |  | 39   |
| 70—74 | 26   |  |  | 55   |
| 65—69 | 50   |  |  | 52   |
| 60—64 | 32   |  |  | 39   |
| 55—59 | 26   |  |  | 31   |
| 50—54 | 53   |  |  | 61   |
| 45—49 | 71   |  |  | 51   |
| 40—44 | 42   |  |  | 41   |
| 35—39 | 45   |  |  | 44   |
| 30—34 | 34   |  |  | 38   |
| 25—29 | 42   |  |  | 45   |
| 20—24 | 57   |  |  | 39   |
| 15—19 | 42   |  |  | 48   |
| 10—14 | 45   |  |  | 38   |
| 5—9 | 39   |  |  | 40   |
| 0—4 | 28   |  |  | 28   |
| Просек : | 39,2 |  |  | 43,0 |

| Година пописа     | 1948. | 1953. | 1961. | 1971. | 1981. | 1991. | 2002. |
| ----------------- | ----- | ----- | ----- | ----- | ----- | ----- | ----- |
| Број домаћинстава | 374   | 445   | 492   | 484   | 529   | 486   | 479   |

| Број чланова      | 1   | 2   | 3  | 4  | 5  | 6  | 7 | 8 | 9 | 10 и више | Просек |
| ----------------- | --- | --- | -- | -- | -- | -- | - | - | - | --------- | ------ |
| Број домаћинстава | 112 | 119 | 81 | 91 | 50 | 18 | 5 | 3 | 0 | 0         | 2,87   |

| Пол    | Укупно | Неожењен/Неудата | Ожењен/Удата | Удовац/Удовица | Разведен/Разведена | Непознато |
| ------ | ------ | ---------------- | ------------ | -------------- | ------------------ | --------- |
| Мушки  | 551    | 155              | 347          | 40             | 9                  | 0         |
| Женски | 605    | 95               | 349          | 138            | 23                 | 0         |
| УКУПНО | 1.156  | 250              | 696          | 178            | 32                 | 0         |

| Пол    | Укупно                    | Пољопривреда, лов и шумарство | Рибарство                            | Вађење руде и камена | Прерађивачка индустрија       |
| ------ | ------------------------- | ----------------------------- | ------------------------------------ | -------------------- | ----------------------------- |
| Мушки  | 308                       | 88                            | 0                                    | 42                   | 72                            |
| Женски | 158                       | 30                            | 0                                    | 1                    | 57                            |
| Укупно | 466                       | 118                           | 0                                    | 43                   | 129                           |
|        |                           |                               |                                      |                      |                               |
| Пол    | Производња и снабдевање   | Грађевинарство                | Трговина                             | Хотели и ресторани   | Саобраћај, складиштење и везе |
| Мушки  | 1                         | 7                             | 16                                   | 1                    | 52                            |
| Женски | 1                         | 1                             | 21                                   | 1                    | 5                             |
| Укупно | 2                         | 8                             | 37                                   | 2                    | 57                            |
|        |                           |                               |                                      |                      |                               |
| Пол    | Финансијско посредовање   | Некретнине                    | Државна управа и одбрана             | Образовање           | Здравствени и социјални рад   |
| Мушки  | 3                         | 2                             | 10                                   | 4                    | 3                             |
| Женски | 4                         | 1                             | 4                                    | 8                    | 20                            |
| Укупно | 7                         | 3                             | 14                                   | 12                   | 23                            |
|        |                           |                               |                                      |                      |                               |
| Пол    | Остале услужне активности | Приватна домаћинства          | Екстериторијалне организације и тела | Непознато            | Непознато                     |
| Мушки  | 1                         | 0                             | 0                                    | 6                    | 6                             |
| Женски | 1                         | 0                             | 0                                    | 3                    | 3                             |
| Укупно | 2                         | 0                             | 0                                    | 9                    | 9                             |